# جورجي فيات
جورجي فيات (بالرومانية: Gheorghe Fiat)‏ (14 يناير 1929 – 22 أغسطس 2010) هو ملاكم روماني راحل، مثّل بلاده في الألعاب الأولمبية الصيفية 1952 وحقق الميدالية البرونزية في فئة الوزن الخفيف.

## روابط خارجية
جورجي فيات على موقع أوليمبيديا (الإنجليزية)
- جورجي فيات على موقع اللجنة الأولمبية الرومانية (الرومانية)